# Ablator diritatis
Espèce
Synonymes
- Eothanatus diritatis Petrunkevitch, 1950

Ablator diritatis est une espèce fossile d'araignées aranéomorphes de la famille des Corinnidae.

## Distribution
Cette espèce a été découverte dans de l'ambre de la Baltique. Elle date du Paléogène.

## Description
La carapace du mâle holotype mesure 1,15 mm de long sur 1,50 mm.

## Systématique et taxinomie
Cette espèce a été décrite sous le protonyme Eothanatus diritatis par Petrunkevitch en 1950 puis elle est placée dans le genre Ablator par Wunderlich en 2022.

## Publication originale
- Petrunkevitch, 1950 : « Baltic amber spiders in the Museum of Comparative Zoology. » Bulletin of the Museum of Comparative Zoology, vol. 103, no 5, p. 257–337 (texte intégral).